# Brycinus bahrsarae
Brycinus bahrsarae és una espècie de peix de la família dels alèstids i de l'ordre dels caraciformes.